# Villers-Cernay
 Villers-Cernay  là một xã ở tỉnh Ardennes, thuộc vùng Grand Est ở phía bắc nước Pháp.